# Мануел I
Мануе́л І (порт. Manuel I; 31 травня 1469, Алкошете, Португальське королівство — 13 грудня 1521) — король Португалії (1495—1521). Представник португальської Авіської династії. Наймолодший син візеуського герцога Фернанду й португальської інфанти Беатриси. Онук португальського короля Дуарте. Кузен і спадкоємець (з 1491) португальського короля Жуана II.
Після смерті Жуана II успадкував трон та був проголошений королем. Став першим португальським монархом, що не був прямим нащадком попередника. Встановив абсолютистський метод управління. Сприяв всебічному розвитку Португалії, яка досягла визначних досягнень у політиці, науці, літературі та мистецтвах; перетворив свою країну на одну з європейських наддержав, яка стала на шлях географічних відкриттів та заморських завоювань; зокрема, було прокладено морські шляхи до Індії, Бразилії та Малакки. Реформував податкову систему й оновив законодавство, надрукувавши його в так званих ординаціях Мануела (1521).
Підтримував християнських місіонерів у африканських й азійських країнах, фундував побудову Монастиря Жиронімуш, намагався організувати новий хрестовий похід проти турків. Примусово охрестив португальських євреїв, які отримали статус нових християн (1496); стратив зачинателів Лісабонського погрому (1506). Звертався до Святого Престолу з проханням запровадити інквізицію (1515). Завдяки великим прибуткам від комерції, особливо торгівлі заморськими спеціями, інвестував багато грошей у будівництво; сприяв появі нового мануелського стилю, так званої португальської пізньої готики. Чоловік арагонських інфант Ізабели (до 1498) і Марії (до 1516), та Елеонори Австрійської. Мав 13 дітей. Батько португальських королів Жуана III й Енріке. Помер від чуми у 52 роки в Лісабоні. Похований у Монастирі єронімітів, Лісабон, Португалія. Правління описане в офіційній «Хроніці короля Мануела». Прізвиська — Уда́чливий (порт. о Afortunado), Щасли́вий (порт. o Venturoso).

## Імена
- Мануе́л I (порт. Manuel I) — у португальських джерелах.
- Мануе́л I Аві́ський (порт. Manuel I de Avis) — за назвою династії.
- Мануе́л I Португа́льський (порт. Manuel I de Portugal) — за назвою країни.
- Мануе́л Уда́чливий (порт. Manuel, o Afortunado) — за прізвиськом, наданим за добру вдачу у справі успадкування трону.
- Мануе́л Щасли́вий (порт. Manuel, o Venturoso) — за прізвиськом.
- Мануе́ль I (лат. Manuelus I, ісп. Manuel I) — у латинських, кастильських, іспанських джерелах.
- Емануе́ль I (сер. лат. Emmanuel I) — у латинських джерелах.
- Емануе́л (ст.-порт. Emanuel) — у старопортугальських джерелах.

## Біографія

### Дитинство
Мануел народився 31 травня 1465 року в Алкошете, в родині португальського інфанта, візеуського герцога Фернанду, й інфанти Беатриси. Він був 9-ю дитиною в сім'ї. Батько хлопця був сином покійного португальського короля Дуарте I, молодшим братом правлячого короля Афонсу V, а матір — донькою португальського коннетабля Жуана. Батьки були кузенами — їхнім спільним дідом був португальський король Жуан I, а бабою — англійська принцеса й португальська королева Філіппа Ланкастерська. Старшим братом новонародженого був візеуський герцог Діогу.
Батько Мануела помер через річ після його народження. Король Афонсу видав доньок покійного інфанта за свого сина-спадкоємця, майбутнього короля Жуана II, і за впливового герцога Браганського. 1484 року, коли Жуан II зійшов на трон, він стратив браганського герцога за звинуваченням у змові, а згодом убив Діогу, брата Мануела, за підозрою в підготовці заколоту. Проте самого Мануела репресії не торкнулися; новий король надав йому протекцію і батьківські титули герцога Безького й Візеуського. 1491 року Жуан II втратив свого сина і наступника трону Афонсу, тому проголосив своїм новим спадкоємцем Мануела. Згодом король намагався легітимізувати свого позашлюбного сина Жорже, герцога Коїмбрського, але, урешті-решт, залишив королівську корону Мануелу.
Мануел ні був королевичем, ні старшим сином родини, тому його шанси посісти португальський престол були примарними. Тим не менш його доля склалася щасливо — він став королем, обійшовши інших претендентів, за що його прозвали Щасливим або Удачливим.

### Правління

#### Експансія

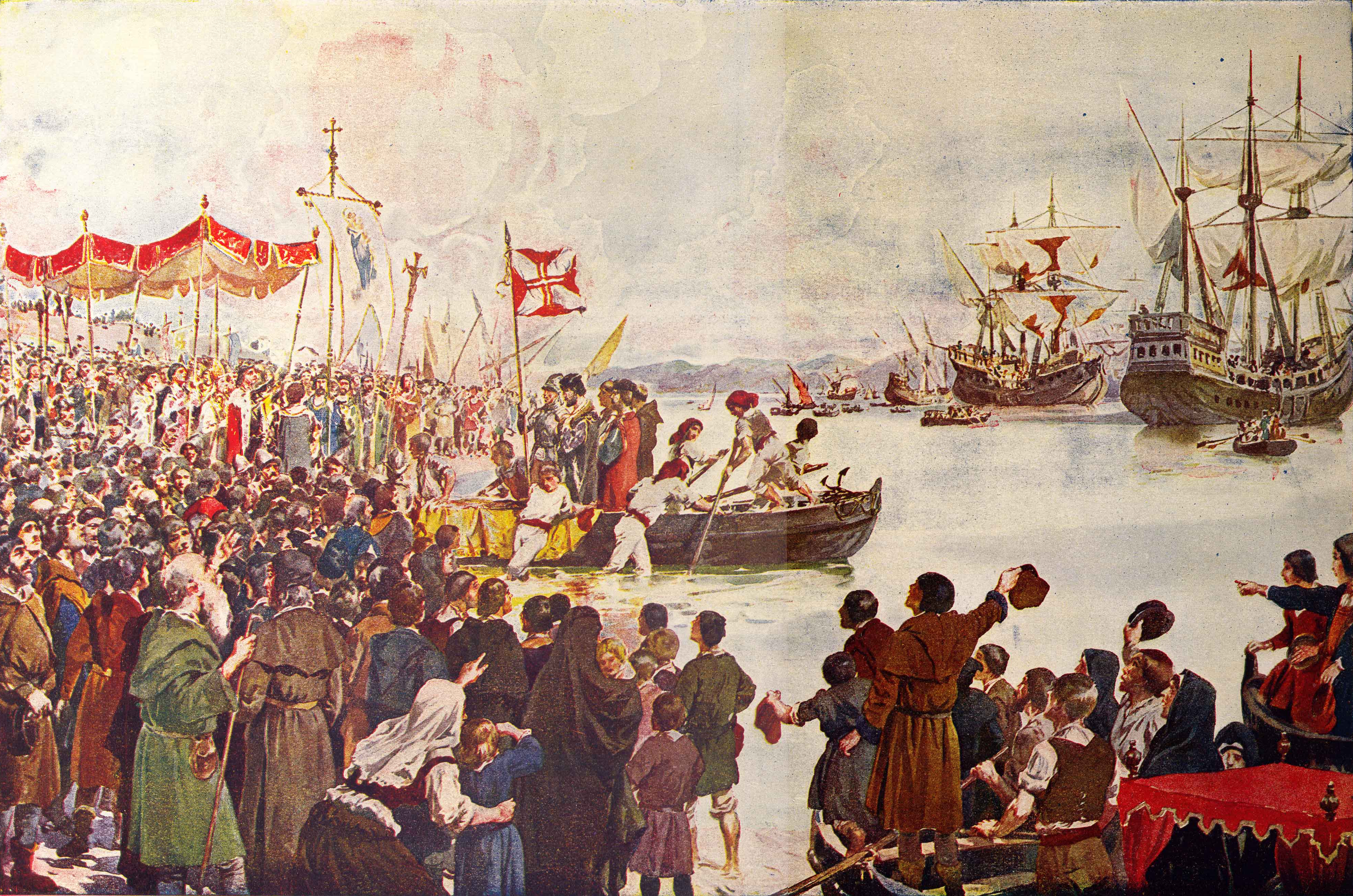
Васко да Гама рушає до Індії (1917)

Після коронації в 1495 році Мануел помилував Браганський дім і відновив його володіння, конфісковані Жуаном II.
1497 року король санкціював морську експедицію Васко да Гами, яка обігнувши Африканський континент в 1499 році відкрила морський шлях до Індії. Це досягнення прославило португальського короля і його державу.
У березні 1500 року Мануел відправив нову експедицію з 13 кораблів під керівництвом Педру Алваріша Кабрала для встановлення торговельних відносин з індійськими князями. Проте Кабрал відхилився в Атлантичному океані на захід й відкрив Бразилію. Відправивши кур'єрський корабель до Лісабона, експедиція обігнула Мис Доброї Надії й прибула до Індії. Португальці відкрили торговельну факторію в Калікуті, але в результаті за ворушень в місті, ініційованих мусульманськими торговцями факторія була знищена а її особистий склад перебито. Ця подія залишилась в історії як «Різанина в Калікуті». В пошуках альтернативних ринків спецій, Кабрал заснував факторії в інших містах на Малабарському узбережжі південно-західної Індії — в Кочі й Каннанорі, проте їх ринки були значно меншими за ринок Калікута. Експедиція загубила половину кораблів і не налагодила дружніх відносин з Калікутом, тож її результат, не дивлячись на відкриття Бразилії не був визнаний успішним.
1502 року Мануел вдруге відправив Васко да Гаму в Індію, цього разу на чолі 20 кораблів з завданням відкрити торгову факторію в Калікуті. Флотилія повернулися із багатьма товарами і золотом в якості данини короні, проте відносини з заморіном Калікуту були ще більш зіпсовані..
Одночасно з цим, в 1499 році португальський мореплавець Жуан Фернандіш Лаврадор відкрив Лабрадор (Канада), а в 1500 році Гашпар Корте-Реал досягнув Ньюфаундленду. Інші португальці дослідили Бразильське узбережжя, звідки почали вивозити так звану «бразильську деревину».
1503 року португальські військові збудували в індійському Кочі фортецю, яку під проводом Дуарте Пашеку Перейри захистили від штурму армії заморіна в наступному році. 1505 року король Мануел відправив Франсішку де Алмейда першим віце-королем Португальської Індії, наступником якого став відважний полководець Афонсу де Албукеркі. Він завоював індійське місто Гоа в 1510 році, а в 1511 року захопив Малакку на Малайському півострові. 1513 року португальці досягли Китаю, завдяки чому поставили під свій контроль посередницьку торгівлю азійськими спеціями, що приносила величезні прибутки.
Успішна експансія португальського флоту й здобутки португальців на Сході підштовхнули Мануела до ідеї великого Хрестового походу проти Османів й завоювання мусульманської Мекки. Основним речником цієї ідеї при європейських дворах виступав дипломат Дуарте Галвано, який так і не зміг заручитися підтримкою християнських монархів. 1513 року відправлений Мануелом португальський флот на чолі з Жайме, герцогом браганським захопив Аземмур, а 1514 року до Лісабона прибуло абіссинське посольство, яке запропонувало Мануелу союз у справі походу. Король вислав Дуарте послом до Абіссинії, де той невдовзі помер. З смертю ж Афонсу де Албукеркі в грудні 1515 року ідея самого хрестового походу була похована.

#### Союз з Іспанією

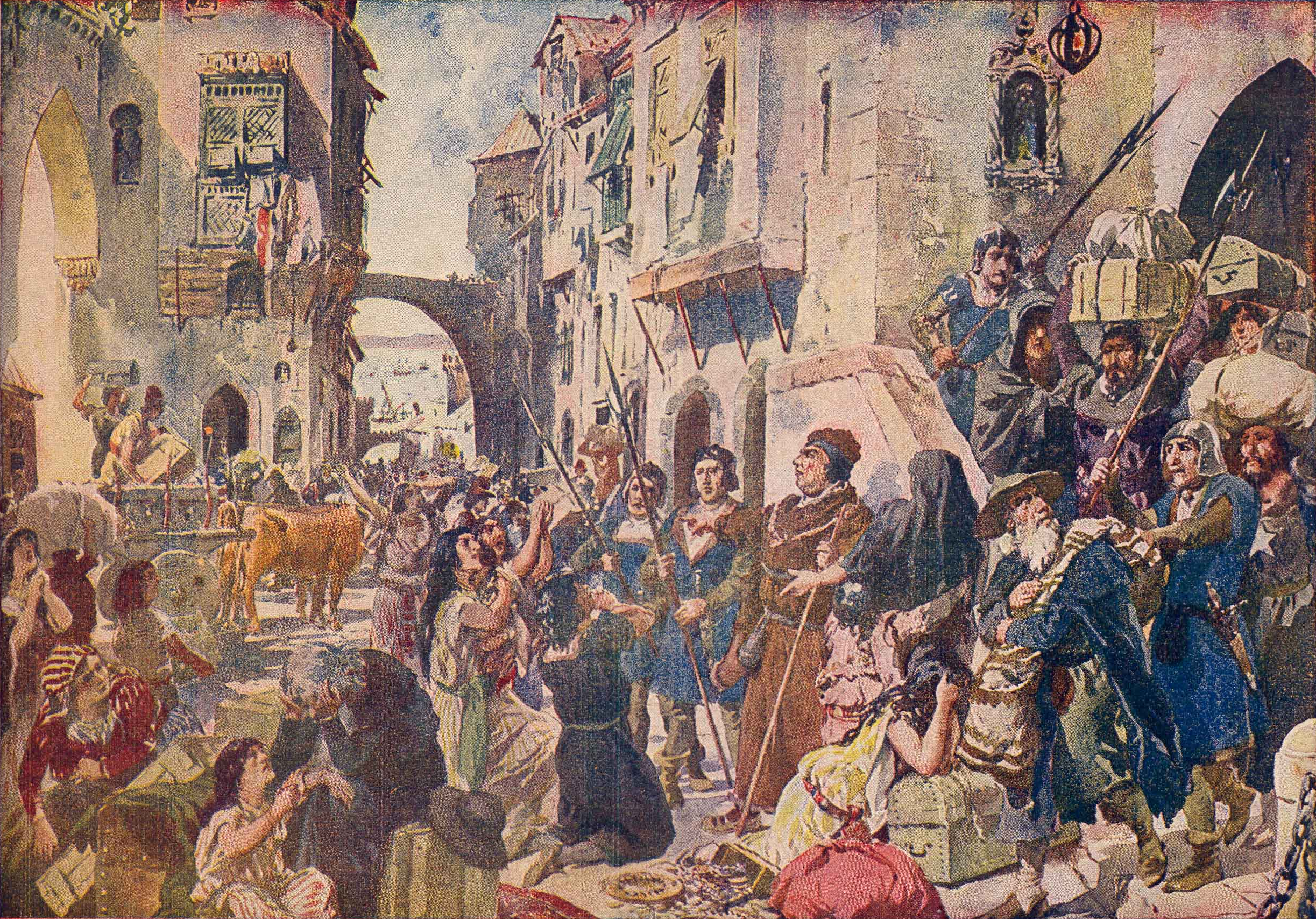
Вигнання євреїв (1917)

Права Мануела на нововідкриті землі були визнані Святим Престолом та іспанською короною, з якими португальський монарх підтримував тісні стосунки. Усі його дружини були іспанками. Перша — Ізабелла була вдовою Афонсу, покійного сина попереднього короля Жуана II. Однією з умов укладання цього шлюбу було вигнання юдеїв з Португалії, яке це було здійснено в Іспанії в 1492 році.
У грудні 1496 року Мануел I видав наказ про обов'язковість прийняття хрещення португальськими євреями; ті, хто не бажав зректися старої віри мусив полишити країну за 10 місяців. Євреї-конвертити лишилися в країні; вони стали називатися «новими християнами» й отримали обіцянку, що влада не буде перевіряти їх на щирість віри до 1534 року. 1506 року мешканці Лісабона влаштували погром в колишніх єврейських кварталах, винищивши сотні охрищених євреїв. Мануел приборкав погромщиків, а їхніх лідерів стратив на горло.
Мануел та Ізабелла були спадкоємцями іспанської корони, у випадку смерті її брата. Вони відвідали Толедо й Сарагосу в 1498 році, але після того як Ізабелла померла після пологів (її син Мігел помер у дитинстві), португалсько-іспанський союз опинився під загрозою. Аби зберегти його Мануел побрався із молодшою сестрою померлої дружини, Марією, яка народила від нього 9-х дітей.

#### Культура
Тоді ж отримала новий поштовх культура — почали свою діяльність португальські гуманісти Жуан де Барруш (1497—1562) та Даміан де Гоїш (1502—1574). Виник новий архітектурний стиль мануеліну.
Помер 13 грудня 1521 року від чуми.

## Родина
1 Дружина — Ізабела (1470—1498), донька арагонського короля Фернандо ІІ
Діти:
- Мігел (1498—1500), принц Португальський (1499—1500)

2 Дружина — Марія (1482—1517), донька арагонського короля Фернандо ІІ
Діти:
- Жуан III (1502—1557), король Португалії (1521—1557)
- Ізабела (1503—1539) ∞ Карл V, імператор Священної Римської імперії
- Беатриса (1504—1538) ∞ Карло III, герцог Савойський
- Луїш (1506—1555), герцог Безький (1506—1555), конетабль Португалії, пріор Кратський
- Фернанду (1507—1534), герцог Гуардський (1530—1534)
- Афонсу (1509—1540), кардинал (1517), архієпископ Лісабонський (1523—1540)
- Марія (1511—1513), померла дитиною
- Енріке (1512—1580), кардинал (1547—1580), король Португалії (1578—1580)
- Дуарте (1515 —1540), герцог Гімарайнський (1537—1540)
- Антоніу (1516), помер немовлям

3 Дружина — Елеонора (1498—1558), донька кастильського короля Філіпа I
Діти:
- Карлуш (1520—1521), помер немовлям
- Марія (1521—1577), герцогиня Візеуська (1521—1577)

## Титули
- Від 1469.5.31: «Його милість, пан Мануел Безький» (порт. Sua Mercê, Dom Manuel de Beja)
- Від 1484.8.21: «Його сенйорія, герцог Візеуський» (порт. Sua Senhoria, o Duque de Viseu)
- Від 1491.7.13: «Його високість, спадковий принц Португальський» (порт. Sua Alteza, o Príncipe Herdeiro de Portugal)
- Від 1495.10.25: «Його королівська високість, король» (порт. Sua Alteza Real, o Rei)
- До 1499 року Мануель офіційно уживав такий стиль: «Божою Милістю, Мануель, король Португалії та Алгарвів, обох берегів моря в Африці, господар Гвінеї» (порт. Pela Graça de Deus, Manuel, Rei de Portugal e dos Algarves, d'Aquém e d'Além-Mar em África, e Senhor da Guiné);
- Після повернення Васко да Гами з Індії в 1499 році стиль було змінено: «Божою Милістю, Мануель, король Португалії та Алгарвів, обох берегів моря в Африці, господар Гвінеї, завоювання, навігації та комерції в Ефіопії, Аравії, Персії й Індії» (порт. Pela Graça de Deus, Manuel I, Rei de Portugal e dos Algarves, d'Aquém e d'Além-Mar em África, Senhor da Guiné e da Conquista, Navegação e Comércio da Etiópia, Arábia, Pérsia e Índia)

## Нагороди
Як король Португалії Мануел І був великим магістром таких Орденів:
- Орден Христа
- Орден Вежі й Меча

## Цікаві факти
- За правління Мануеля упорядковано «Livro do Armeiro-Mor» (1509) — найстаріший португальський гербовник, що зберігся до сьогодні.